# Tit Liviu Chinezu
Tit Liviu Chinezu (22. června 1904, Rusi-Munți – 15. ledna 1955, Sighetu Marmației) byl rumunský řeckokatolický duchovní, pomocný biskup z Făgăraș a Alba Iulia a titulární biskup z Regiana. Katolická církev jej uctívá jako blahoslaveného mučedníka.

## Život

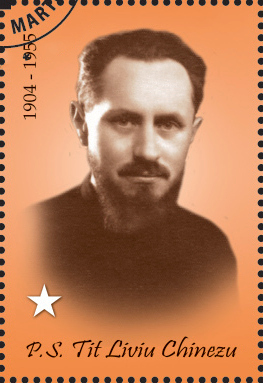
Zobrazení bl. Tita Livia Chinezu na rumunské poštovní známce

Narodil se dne 22. června 1904 v obci Rusi-Munți do rodiny řeckokatolického kněze. Roku 1925 odjel studovat do Říma, kde později získal doktorát z filosofie a z teologie.
Dne 31. ledna 1930 byl v Římě vysvěcen na kněze. Od roku 1931 vyučoval na školách v Blaji. Roku 1947 byl přeložen do Bukurešti, kde se stal protopopem.
Dne 28. října 1948 byl poté, co komunistická vláda zrušila rumunskou řeckokatolickou církev zatčen a spolu s ostatními duchovními, kteří odmítli přestoupit do rumunské pravoslavné církve, ovládané státní mocí nucen žít v internaci (nucených pobytech).
V listopadu roku 1949 byl papežem Piem XII. jmenován pomocným biskupem archieparchie Făgăraș a Alba Iulia a zároveň titulárním biskupem diecéze Regiana. Biskupské svěcení přijal v utajení dne 3. prosince 1949 od biskupa bl. Valeriu Traian Frențiu. Spolusvětitely byli biskupové bl. Ioan Suciu, bl. Iuliu Hossu a bl. Ioan Bălan.
Jeho biskupské svěcení se však prozradilo, a on byl převezen do věznice v Sighetu Marmații, kde musel vykonávat nucené práce. V posledních měsících svého života se mu zhoršilo zdraví, ale namísto lékařské pomoci byl zavřen do chladné cely, kde se mu jeho zdraví ještě více podlomilo.
Zemřel na podchlazení dne 15. ledna 1955 v Sighetu Marmației.

## Úcta
Jeho beatifikační proces byl zahájen dne 28. ledna 1997, čímž obdržel titul služebník Boží. Dne 19. března 2019 podepsal papež František dekret o jeho mučednictví.
Blahořečen byl spolu s několika dalšími rumunskými biskupy a mučedníky dne 2. června 2019 ve městě Blaj. Obřadu předsedal během své návštěvy Rumunska papež František.
Jeho památka je připomínána 2. června. Je zobrazován v biskupském rouchu.